# Marianópolis do Tocantins
Marianópolis do Tocantins est une municipalité brésilienne située dans l'État du Tocantins.